# گرد بونزاک
گرد بونزاک (انگلیسی: Gerd Bohnsack؛ زادهٔ ۱۵ فوریهٔ ۱۹۳۹) بازیکن فوتبال اهل آلمان است.